# Microrregión de Japaratuba
La microrregión de Japaratuba es una de las  microrregiones del estado brasileño de Sergipe perteneciente a la mesorregión  Este Sergipano. Su población fue estimada en 2006 por el IBGE en 53.914 habitantes y está dividida en cinco municipios. Posee un área total de 1.464,7 km².

## Municipios
- Japaratuba
- Japoatã
- Pacatuba
- Pirambu
- São Francisco

- Datos: Q1816756